# Henrique de Levis
Henrique de Lévis, Duque de Ventadour (1596-1651), par de França, Príncipe de Maubuisson, Conde de la Voulte, Senhor de Cheylard, Vauvert e outros lugares, Tenente Geral do Rei Luís XIII de França no Languedoc, aliado dos Condé, Vice-Rei da Nova França (1625-31).
Depois de ter sido soldado, entra para as ordens e, em 1625, compra de seu tio, o Duque Henrique II de Montmorency, o vice-reinado da Nova França, no intuito de financiar as missões jesuítas. É igualmente um dos fundadores da Companhia do Santo Sacramento, em 1627. Em 1650 torna-se cônego da Catedral de Notre-Dame de Paris.